# 陈定远
陈定远，浙江海盐人，是一名清朝政治人物。附贡生出身。
陈定远曾于1908年接替赵梦泰任青浦县知县一职，1909年由刘有光接任。